# Verena Rohrer
Pour les articles homonymes, voir Rohrer.
Verena Rohrer (née le 8 avril 1996 à Sachseln) est une snowboardeuse suisse, spécialisée dans le half-pipe. Elle a participé aux Jeux olympiques d'hiver de 2014. En halfpipe, elle a terminé au 27e rang lors de la ronde de qualifications,.

## Biographie
Rohrer commence sa carrière en coupe du monde de snowboard en août 2013.